# Arlea (genre)
Genre
Arlea est un genre de collemboles de la famille des Isotomidae.

## Liste des espèces
Selon Checklist of the Collembola of the World (version du 29 août 2019) :
- Arlea adetolai de Mendonça, Abrantes & Fernandes, 2006
- Arlea arenicola Abrantes & de Mendonça, 2005
- Arlea caeca Rapoport & Rubio, 1968
- Arlea judithnajtae Bernard, 2017
- Arlea lucifuga (Arlé, 1939)
- Arlea psammophila de Mendonça, Abrantes & Fernandes, 2006
- Arlea spinisetis Mendonça & Arlé, 1987
- Arlea tridens Barra, 1997

## Étymologie
Ce genre est nommé en l'honneur de Roger Pierre Hypolite Arlé.

## Publication originale
- Womersley, 1939 : Primitive Insects of South Australia, Silverfish, Springtails and their Allies. Adelaide, Government Printer, p. 1-322.